# Phakopsora castellanii
Phakopsora castellanii är en svampart som beskrevs av Y. Ono, Buriticá & J.F. Hennen 1992. Phakopsora castellanii ingår i släktet Phakopsora och familjen Phakopsoraceae.   Inga underarter finns listade i Catalogue of Life.